# Biosteres sylvaticus
Biosteres sylvaticus är en stekelart som först beskrevs av Alexander Henry Haliday 1837.  Biosteres sylvaticus ingår i släktet Biosteres och familjen bracksteklar. Arten är reproducerande i Sverige. Inga underarter finns listade.